# أنجلو مارتينو
أنجلو مارتينو (بالإسبانية: Ángelo Martino)‏ هو لاعب كرة قدم أرجنتيني في مركز الوسط، ولد في 5 يونيو 1998 في مدينة رافاييلا في الأرجنتين. لعب مع أتليتيكو رافائيلا.

## وصلات خارجية
- أنجلو مارتينو على موقع قاعدة بيانات كرة القدم.إي يو (الإنجليزية)
- أنجلو مارتينو على موقع Soccerway.com (الإنجليزية)